# Georg Elias Müller

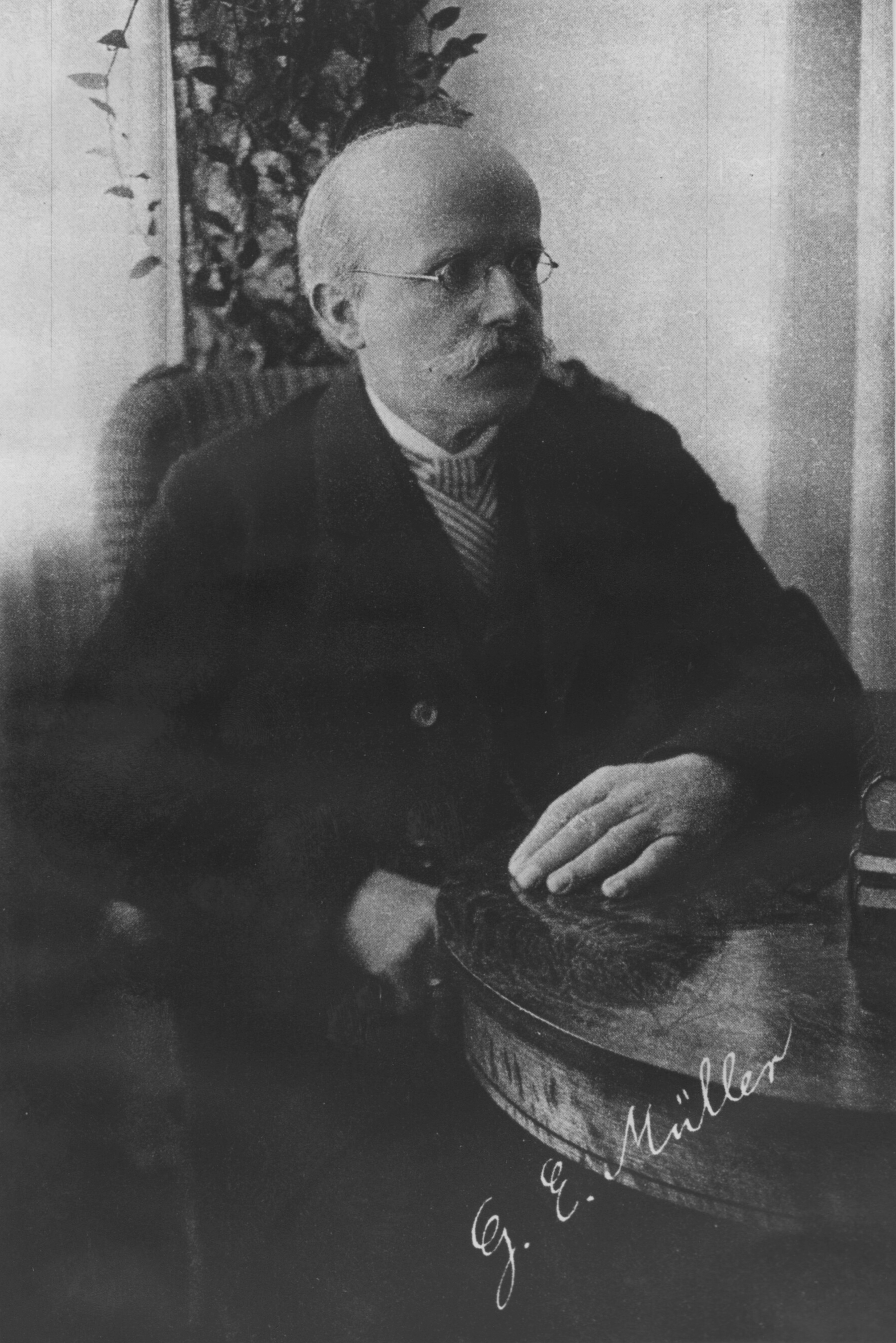
Georg Elias Müller

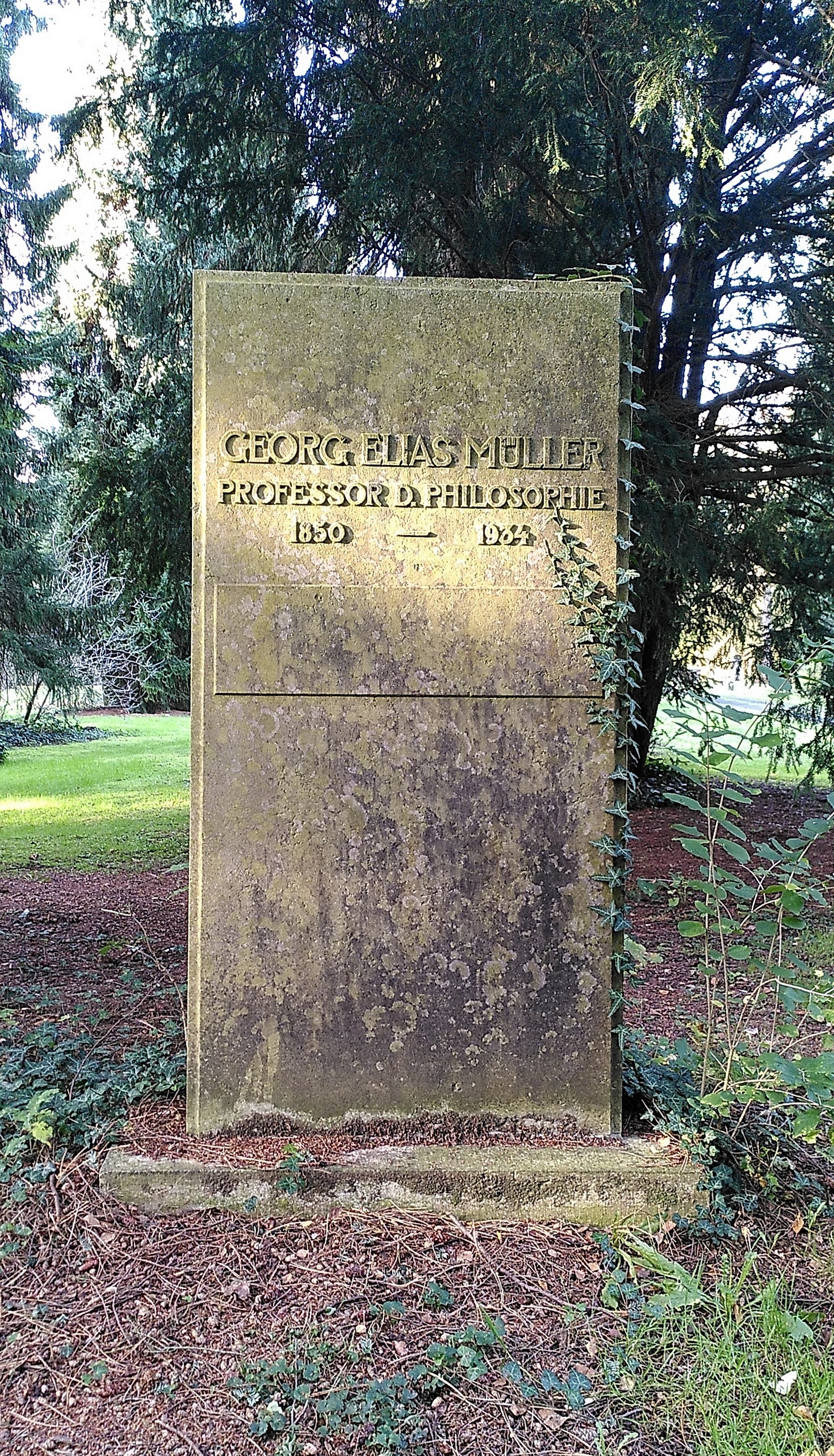
Grabstein Professor Georg Elias Müller auf dem Stadtfriedhof Göttingen

Georg Elias Nathanael Müller (* 20. Juli 1850 in Grimma; † 23. Dezember 1934 in Göttingen) war ein deutscher Psychologe.

## Leben und Wirken
Müller war der zweite Sohn des Pastors August Friedrich Müller und dessen Ehefrau Rosalie Zehme. Nach dem Abitur studierte Müller zunächst zwei Jahre Philosophie und Geschichte an den Universitäten Leipzig und Berlin, bevor er sich freiwillig als Nachschubsoldat für das Preußische Eliteregiment „Alexander“ meldete.
Nach seiner Rückkehr verbrachte er ein weiteres Semester in Leipzig unter Aufsicht seines Mentors Moritz Wilhelm Drobisch, bevor er 1872 an die Universität Göttingen zu Rudolf Hermann Lotze wechselte. Dort hörte er u. a. Vorlesungen von Gustav Theodor Fechner und Hermann von Helmholtz, bis er schließlich 1873 promoviert wurde.
Nach einer Zeit als Hauslehrer in Rötha und in Berlin konnte sich Müller in Göttingen habilitieren und wurde zum Sommersemester 1880 an die Universität Czernowitz berufen, zunächst als außerordentlicher Professor für Philosophie, ab Oktober 1880 als Ordinarius. Bereits zum Sommersemester 1881 kehrte Müller an die Universität Göttingen zurück und wurde Nachfolger von Rudolf Hermann Lotze auf dem Lehrstuhl für Philosophie. Dort gründete er im Jahre 1887 das – nach Leipzig weltweit zweite – Psychologische Institut, das große Bedeutung in der Experimentalpsychologie errang. Müllers wissenschaftliches Werk hatte drei Schwerpunkte: die psychophysische Methodik, die Gedächtnistätigkeit und die Psychophysik der Gesichtsempfindungen.
1904 gründete er die Gesellschaft für experimentelle Psychologie, eine Vorläufergesellschaft der Deutschen Gesellschaft für Psychologie und war bis 1925 deren Vorsitzender. 1911 wurde er zum ordentlichen Mitglied der Göttinger Akademie der Wissenschaften gewählt. Seit 1914 war er korrespondierendes Mitglied der Preußischen Akademie der Wissenschaften. 1933 wurde er in die American Academy of Arts and Sciences gewählt. 1921 wurde Müller emeritiert.
Das Georg-Elias-Müller-Institut für Psychologie an der Georg August-Universität Göttingen ist nach ihm benannt.

## Werke
- Zur Grundlegung der Psychophysik. Kritische Beiträge. Grieben, Berlin 1878. Digitalisat auf Hathitrust, Digitalisat auf Hathitrust, Digitalisat auf Hathitrust
- Theorie der Muskelcontraktion. Verlag: von Veit & Co., Leipzig 1891
- Zur Analyse der Unterschiedsempfindlichkeit: Experimentelle Beiträge. Verlag: von Johann Ambrosius Barth, Leipzig 1899 mit Lillien Jane Martin
- Experimentelle Beiträge zur Untersuchung des Gedächtnisses (1894, mit Friedrich Schumann) Digitalisat auf Hathitrust
- Die Gesichtspunkte und die Tatsachen der psychophysischen Methodik. Separatabdruck aus: Ergebnisse der Physiologie. II. Abteilung, II. Jahrgang, Hrsg. von L. Asher (Bern) u. K. Spiro (Strassburg). Bergmann, Wiesbaden 1904.
- Zur Analyse der Gedächtnistätigkeit und des Vorstellungsverlaufes.
  - Teil 1 (Zeitschrift für Psychologie – Ergänzungs-Band 5.1911) Digitalisat auf Internet Archive
  - Teil 2 (Zeitschrift für Psychologie – Ergänzungs-Band 9.1917) Digitalisat auf Internet Archive
  - Teil 3 (Zeitschrift für Psychologie – Ergänzungs-Band 8.1913) Digitalisat auf Internet Archive
- Komplextheorie und Gestalttheorie. Ein Beitrag zur Wahrnehmungspsychologie. Vandenhoeck & Ruprecht, Göttingen 1923. Digitalisat auf Internet Archive
- Abriß der Psychologie. Vandenhoeck & Ruprecht, Göttingen 1924.
- Über die Farbenempfindungen. Psychophysische Untersuchung. Barth, Leipzig 1930.